# Tomba d'Amarna 11
La tomba de l'antic Egipte del noble Ramose, coneguda com la Tomba d'Amarna 11, es troba en el grup de tombes conegudes col·lectivament com les Tombes Sud, prop de la ciutat d'Amarna, a Egipte.
Ramose va ser «Escriba del Rei», «Comandant de les tropes del Senyor de les Dues Terres» i «Superintendent de la Casa d'Amenofis III».
Aquesta tomba és senzilla i petita. La decoració està en els costats de l'entrada i hi ha restes d'estàtues tallades en la part posterior. Originalment l'entrada també estava emmarcada amb els textos convencionals i una escena de Ramose adorant.

## Entrada
Hi ha dues escenes: Akhenaton oferint encens a Aton amb la reina Nefertiti i la princesa Meritaton; Ramose agenollat amb una oració dirigida al rei per lloar la seva generositat.

## Sala
Està sense decorar. A la part posterior hi ha un nínxol envoltat per un marc decorat. Per dins hi ha un parell d'estàtues sentades tallades a la roca i acabades en guix que representen a Ramose i a la seva germana Nebet-Iunet.